# Zgorzelec (gemeente)
De gemeente Zgorzelec is een landgemeente in het Poolse woiwodschap Neder-Silezië, in powiat Zgorzelecki.
De zetel van de gemeente is in Zgorzelec.
Op 30 juni 2004 telde de gemeente 7867 inwoners.

## Oppervlaktegegevens
In 2002 bedroeg de totale oppervlakte van gemeente Zgorzelec 136,02 km², waarvan:
- agrarisch gebied: 71%
- bossen: 16%

De gemeente beslaat 16,23% van de totale oppervlakte van de powiat.

## Demografie
Stand op 30 juni 2004:
| Omschrijving                   | Totaal | Totaal | Vrouwen | Vrouwen | Mannen | Mannen |
| ------------------------------ | ------ | ------ | ------- | ------- | ------ | ------ |
| eenheid                        | aantal | %      | aantal  | %       | aantal | %      |
| inwoners                       | 7867   | 100    | 3948    | 50,2    | 3919   | 49,8   |
| bevolkingsdichtheid (inw./km²) | 57,8   | 57,8   | 29      | 29      | 28,8   | 28,8   |

In 2002 bedroeg het gemiddelde inkomen per inwoner 1506,28 zł.

## Administratieve plaatsen (sołectwo)
Białogórze, Gozdanin, Gronów, Jędrzychowice, Jerzmanki, Kostrzyna, Koźlice, Koźmin, Kunów, Łagów, Łomnica, Niedów, Osiek Łużycki, Pokrzywnik, Przesieczany, Radomierzyce, Ręczyn, Sławnikowice, Spytków, Trójca, Tylice, Żarska Wieś.

## Aangrenzende gemeenten
Bogatynia, Lubań, Pieńsk, Siekierczyn, Sulików, Zgorzelec. De gemeente grenst aan Duitsland.